# John James Ingalls
John James Ingalls (Middleton, 1833. december 29. – Las Vegas, 1900. augusztus 16.) az Amerikai Egyesült Államok szenátora (Kansas, 1873–1891).